# Claudia Maria Cornwall
Claudia Maria Cornwall (* 1948 in Shanghai, Republik China) ist eine kanadische Schriftstellerin und Journalistin, die mit ihrem zweiten, autobiographisch geprägten Sachbuch, Letter from Vienna: A Daughter Uncovers her Family’s Jewish Past, 1996 den zu den BC Book Prizes gehörenden Hubert Evans Non-Fiction Prize und 2009 einen Journalismuspreis des Canadian Institutes of Health Research gewinnen konnte.

## Leben
Claudia Maria Cornwall wurde 1948 als Claudia Maria Wiener in Shanghai geboren und kam bereits 1949 mit ihren Eltern nach Kanada, wo sie im Geist der anglikanischen Kirche getauft wurde. Sie wuchs in Vancouver auf und studierte Philosophie an der University of British Columbia und der University of Calgary. Dort schloss sie mit der Arbeit The evolution of persons ihren Ph.D. 1975 ab.
In der Folge arbeitete sie als freiberufliche Journalistin und Schriftstellerin, die in The Globe and Mail, Reader’s Digest (innerhalb der kanadischen, internationalen und chinesischen Ausgabe), BC Business und im Online-Magazin Tyee veröffentlichte. Ihr erstes Buch: Print-Outs: The Adventures of a Rebel Computer (1982), war eine Phantasiegeschichte für Kinder und Jugendliche.
Lange Zeit hielten ihre Eltern Informationen ihr gegenüber bezüglich der Familienvorgeschichte in Österreich zurück. Erst ein Brief an einen Onkel in Wien, den sie um Jugendbild ihres Vaters Walter Wiener bat, enthüllte durch seine Antwort die weitere Wahrheit. Ihre Großmutter starb in einem Konzentrationslager, ihre Eltern waren eigentlich jüdischer Herkunft. In den folgenden Jahren sammelte sie die Briefe innerhalb ihrer Familie, die offiziellen Papiere, den Taschenkalender ihres Großvaters Willy Frensdorff, befragte die restlichen Mitglieder und unternahm Recherchereisen nach Deutschland und Österreich, um die Familie wieder zusammenzuführen. Auf der Basis dieser Vorarbeiten entstand 1995 das von der Kritik positiv aufgenommene und auch international rezipierte Buch Letter from Vienna: A Daughter Uncovers her Family’s Jewish Past,  das im Folgejahr den Hubert Evans Non-Fiction Prize gewinnen konnte.
Im März 2009 erhielt Cornwall einen mit 20.000 kanadischen Dollar dotierten Förderpreis des Canadian Institutes of Health Research, um ihre Artikelreihe über die Gesundheitsvorsorge und Forschung zu unterstützen. Diese Reihe mündete in ihr sechstes Buchprojekt mit dem Titel  Catching cancer: the quest for its viral and bacterial causes, das im März 2013 erschien.
Auch in den folgenden Jahren blieb die Schriftstellerin bei ihren Buchveröffentlichungen bei ihrem Schwerpunktgebiet Biografien Kulturschaffender aus dem Umkreis Vancouver, um 2011 mit der Biografie der bekannten Persönlichkeit Curt Lang, einem Fotografen und Geschäftsmann mit Beatnik-Hintergrund, At the World’s Edge: Curt Lang’s Vancouver, 1937–1998, einen erneuten, bedeutenderen Bucherfolg zu feiern. Indirekt profitierte sie bei diesem literarischen Werk von der zwölfjährigen Freundschaft ihres Mannes mit Curt Lang, der zeitweilig auch dessen Geschäftspartner gewesen war, und dem technischen Geschick ihres Bruders Greg, der ihr bei der Aufarbeitung des fotografischen Nachlasses Langs behilflich war. Auch dieses Buch wurde von der Literaturkritik positiv aufgenommen, da es zum einen die Biographie und das fotografische Gesamtwerk des Dargestellten erschloss und zum anderen die Kultur- und Wirtschaftsgeschichte Vancouvers über 40 Jahre hinweg beleuchtete. Daraufhin wurde das Werk für den Vancouver Book Award 2012 nominiert.
Claudia Maria Cornwall gibt Kurse über die ethischen und rechtlichen Belange für Schriftsteller sowie Seminare für kreatives Schreiben von Memoiren an der Simon Fraser University und dem Douglas College.
Die Schriftstellerin ist mit Gordon Cornwall verheiratet, hat eine Tochter und einen Sohn, die ebenfalls an einer Universität arbeiten.

## Werk
- The evolution of persons. Thesis (Ph.D.) University of Calgary, 1975.
- Print-outs: The adventures of a rebel computer. Nerve Press, Vancouver, B.C. 1982.
- Letter from Vienna: a daughter uncovers her family’s Jewish past. Douglas & McIntyre, Vancouver 1995, ISBN 1-55054-115-3.
- Eve Lazarus; Claudia Maria Cornwall; Wendy Newbold Patterson: The life and art of Frank Molnar, Jack Hardman, LeRoy Jensen. Mother Tongue Pub., Salt Spring Island, B.C. 2009, ISBN 978-1-896949-02-4.
- At the World’s Edge: Curt Lang’s Vancouver, 1937–1998. Vorwort von David Beers, Einleitung von Greg Lang. Mother Tongue Publishing, Salt Spring Island, B.C. 2011, ISBN 978-1-896949-17-8.[16]
- Catching cancer: the quest for its viral and bacterial causes. Rowman & Littlefield Publishers, Lanham 2013, ISBN 978-1-4422-1522-1.

## Rezensionen
zu At the World’s Edge: Curt Lang’s Vancouver.
- „To characterize At the World’s Edge as an oral history of Vancouver, supplemented by Lang’s own poems and photos, comes close to describing this book and its importance to those interested in what (also) happened in the city between 1950 and 1990. But given Cornwall’s note-perfect attention to detail and her seamless arrangement of the voices Lang sang with, a “choral history” might be more accurate.“– „Indem man At the World’s Edge als Oral History von Vancouver beschreibt, begleitet von Langs eigenen Gedichten und Fotografien, kommt man dem Buch recht nahe und vor allem seinem Stellenwert für all jene, die sich darüber hinaus für das interessieren, was zwischen 1950 und 1990 in der Stadt geschah. Aber angesichts Cornwalls nicht perfekter Behandlung der Details und ihrem nahtlosen Arrangement von Zeitzeugenstimmen, mit der Lang gewissermaßen singt, wäre choral history wohl die treffendere Charakterisierung.“[17]
- „More than a biography, At the World’s Edge is a detective story in which Cornwall investigates a man, and a kind of life, she deems elemental. The author knew Lang in his later years and, she being a gifted reporter, decided to go back and gather his story in order to retrieve glimpses of a Vancouver that now is all but polished from view“. – „Mehr als eine Biographie, ist At the World’s Edge eine Detektivgeschichte, in der Cornwall einen Mann und dessen Art zu leben untersucht, den sie sie elementar achtet. Die Autorin kannte Lang in seinen späteren Jahren und entschied als begabte Journalistin in der Chronologie der Geschichte hin und her zu springen, um die Veränderungen für das heutige Vancouver ungeschönt herauszustellen.“[18]
- „Cornwall’s book tells that story as well as it could be told; it sheds new light on the history of BC business, especially where it overlapped with Beatnik life“. – „Cornwalls Buch erzählt die Geschichte, so gut wie man sie erzählen kann; es wirft ein neues Licht auf die Wirtschaftsgeschichte British Columbias, speziell wo es sich mit der Beatnik-Kultur überlappt.“[19]

## Auszeichnungen und Nominierungen
- 1996: Hubert Evans Non-Fiction Prize für Letter from Vienna: A Daughter Uncovers her Family’s Jewish Past
- 2009: Förderpreis des Canadian Institutes of Health Research
- 2012: Shortlist des Vancouver Book Award für At the World’s Edge: Curt Lang’s Vancouver, 1937–1998.[20][21]